# Фонтне ле Лувет
Фонтне ле Лувет (фр. Fontenai-les-Louvets) насеље је и општина у северној Француској у региону Доња Нормандија, у департману Орн која припада префектури Алансон.
По подацима из 2011. године у општини је живело 250 становника, а густина насељености је износила 13,32 становника/km². Општина се простире на површини од 18,77 km². Налази се на средњој надморској висини од 304 метара (максималној 413 m, а минималној 257 m).

## Демографија
| 1962. | 1968. | 1975. | 1982. | 1990. | 1999. | 2011. |
| ----- | ----- | ----- | ----- | ----- | ----- | ----- |
| 266   | 259   | 221   | 205   | 200   | 217   | 250   |

График промене броја становника у току последњих година